# Moghila, Stara Zagora
Moghila (în bulgară Могила) este un sat în comuna Stara Zagora, regiunea Stara Zagora,  Bulgaria. 

## Demografie
Componența etnică a satului Moghila
     Bulgari (87,9%)
     Nicio identificare (11,69%)
     Altele (0,4%)
La recensământul din 2011, populația satului Moghila era de 744 locuitori. Din punct de vedere etnic, majoritatea locuitorilor (87,9%) erau bulgari. Pentru 11,69% din locuitori nu este cunoscută apartenența etnică.